# Чемпионы из подворотни
«Чемпионы из подворотни» — украинский 4-серийный мини-сериал 2011 года режиссёра Ахтема Сейтаблаева. 
Фильм получил Главный приз в категории «За лучший украинский фильм» на 3-м Одесском кинофестивале (2012).

## Сюжет
В основе сюжета реальная история, как команда Украины стала чемпионом мира по уличному футболу среди бомжей, проходившего в Милане в 2009 году, прототип главного героя — координатор национального проекта «Уличный футбол» тренер Олег Ванник. 
Сергей Михайлович Ладыгин «Ладыга» — бывший футболист известной команды, тренер, переживает не лучшие времена. Он решает вырваться из нелегкого своего положения бомжа и попытаться помочь таким же, как и он, бедолагам, оказавшимся на улице — собирает необычную команду на Чемпионат мира по футболу в Италию для бомжей. Иван Васильевич Воскобойников - «Царь» — влиятельный бизнесмен, ухаживающий за Оксаной - дочкой Михалыча, которая уговаривает его стать спонсором отцовской футбольной команды бомжей. В футбольную команду входят бездомные и измученные жизнью, самые обыкновенные бомжи Украины. Сюда попадают и друзья «Бизон» и «Бодя», держащиеся вместе ещё со времен детдомовского прошлого. И когда в финале разгромив сборную Португалии ребята становятся Чемпионами Михалыч не в силах сдержать слез радости не только за себя, но и за них.

## В ролях
- Алексей Горбунов — Сергей Михайлович Ладыгин ("Ладыга), футбольный тренер
- Елена Шамова — Оксана Ладыгина, возлюбленная Царя
- Дмитрий Певцов — Иван Васильевич Воскобойников («Царь»), бизнесмен
- Александр Кобзарь — Ворон, вратарь
- Арина Асадчая — Лиза
- Андрей Саминин — Яша («Шут»)
- Иван Добронравов — Бодя
- Ольга Лукьяненко — Светка, подруга Боди
- Андрей Кронглевский — «Бизон»
- Антон Вахлиовский — Профессор
- Станислав Боклан — Григорий, охранник Царя
- Дмитрий Суржиков — Владислав
- Ольга Дроздова — Альбина, мать Оксаны
- Вениамин Прибура — Пушок
- Макар Тихомиров — Макс
- Александр Савенков — «Колыма»
- Богдан Железняк — Воха
- Сергей Калантай — отец «Профессора»
- Лариса Руснак — мать «Профессора»
- Алексей Нагрудный — Ладыга в молодости
- Даниил Певцов — «Царь» в молодости
- София Стеценко — Оксана в 8 лет
- Михаил Добровольский — Бодя в 12 лет
- Алексей Сова — «Бизон» в 12 лет
- Полина Войневич — эпизод
- Борис Талах — итальянец

Натурные съемки проводились в Киеве, съемки сборов команды и арена финального матча в районе  Меганома в Крыму.